# S/2017 J 4
S/2017 J 4（Pandia）は、木星の第65衛星である。S/2017 J 4 の軌道傾斜角は 28.15°で、木星の自転と同じ向きに公転する順行衛星である。ヒマリア群に属する衛星だと考えられている。

## 発見と名称
2017年にスコット・S・シェパードが率いる観測チームによって発見され、S/2017 J 4 という仮符号が与えられた。発見にはマゼラン望遠鏡、セロ・トロロ汎米天文台、ローウェル天文台のディスカバリーチャンネル望遠鏡が用いられており、翌2018年7月17日の小惑星センターのサーキュラーで発見が報告された。その後9月25日に Jupiter LXV という確定番号が与えられた。
2019年2月にS/2017 J 4を含む5つの衛星の名称を一般公募すると発表され、選考の結果、同年8月にPandiaという名称がS/2017 J 4の固有名として国際天文学連合に承認された。Pandiaという名称は全知全能の神ゼウスと月の女神セレーネーの間に生まれた満月の女神パンディーアに因んでいる。